# Бойові свині
Бойові свині — використання свиней в античні часи для бойових цілей. Згадку про таке застосування свійських тварин римлянами проти бойових слонів Пірра знаходимо в книзі Клавдія Еліана «Про природу тварин». Також у нього згадується анекдотичний випадок про застосування свиней при облозі Антипатром Мегари. Місцеві жителі змастили своїх свиней олією й підпалили, випустивши їх проти бойових слонів. Нажахані полум'ям та свинячим верещянням бойові слони учинили великі збитки македонському війську .